# Жинішке (Кегенський район)
Жині́шке (каз. Жіңішке) — село у складі Кегенського району Алматинської області Казахстану. Входить до складу Алгабаського сільського округу.
Населення — 89 осіб (2021; 246 у 2009, 274 у 1999, 288 у 1989).